# Boxarupproret

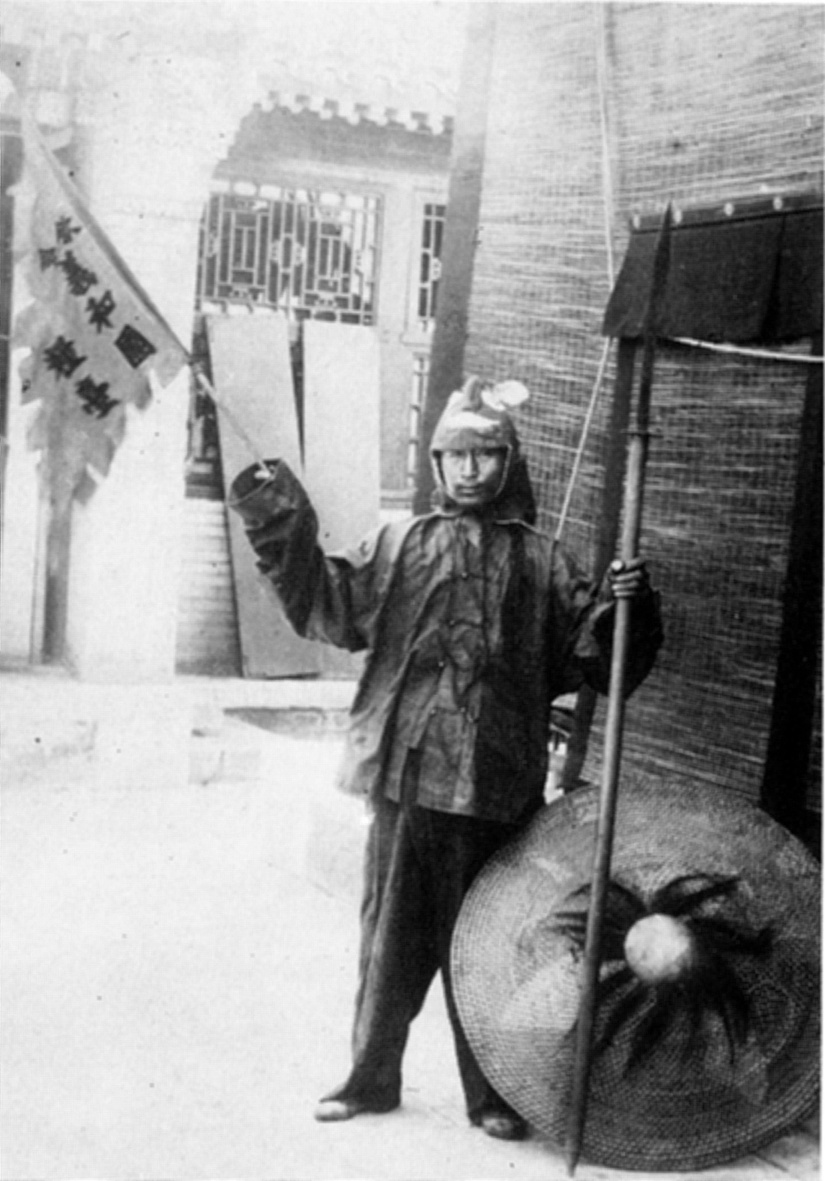
En "boxare".

Boxarupproret (på kinesiska 義和團起義; med pinyin Yìhétuán Qǐyì) var ett folkligt uppror i Kina åren 1898–1901, som periodvis hade officiellt stöd från Qing-regeringen. Upproret riktade sig mot ökande europeiskt inflytande över landets ekonomi och politik och mot både utländska och infödda kristna. En mängd utlänningar samt tusentals kineser som sades ha samröre med fienden dödades. Upproret kvästes mycket våldsamt med hjälp av utländska soldater. Kina tvingades efteråt betala ett stort skadestånd till de berörda länderna.

## Bakgrund
Stormakternas egenmäktiga uppträdande i Kina efter första kinesisk-japanska kriget, i synnerhet Tysklands ockupation av Jiaozhou, samt olyckliga ekonomiska förhållanden till följd av flerårig missväxt i Shandong skapade en grund för antikoloniala rörelser i provinsen. Bakom oroligheterna i Shandong 1899–1900 stod ett sällskap som kallade sig Yihequan, "Rättfärdighetens och Harmonins knytnävar", vilka anses ha i sitt ursprung i Stora svärdsällskapet och Vita Lotus-sekten.

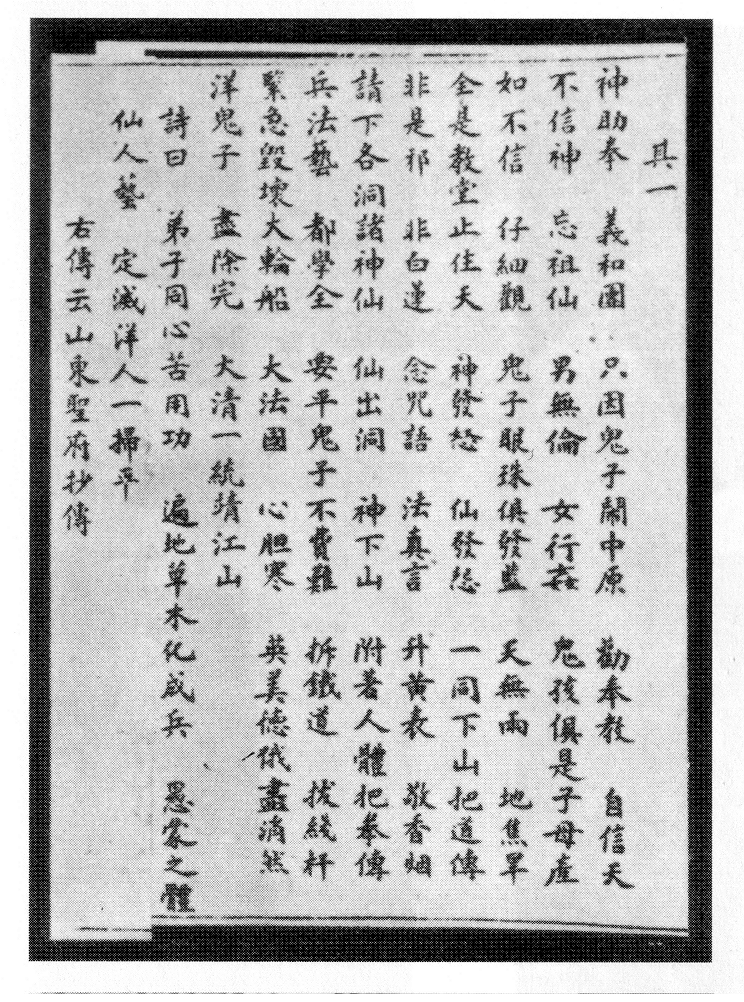
En politisk pamflett som uppmanar till stöd för Boxarupproret (ca 1899).

Boxarna var motståndare till utlänningar, i synnerhet missionärer, kristna kineser och kineser som handlade med utlänningar, vilka de hotade med utrotning. Boxarrörelsen brukade inte handeldvapen och gjorde övningar som sades göra boxarna osårbara mot kulor. Rörelsen var till en början fientligt inställd till myndigheterna, något som förändrades då guvernören i Shandong Li Bingheng, öppet stödde rörelsen. Han organiserade ungdomar i kompanier, som åt, sov och exercerades under en anförare och det förklarades öppet att ändamålet var att ta upp striden mot utlandet och dess inflytande i Kina. Av engelsmännen, som åsåg deras övningar, kallades dessa "boxerdrill", därav uppstod den europeiska benämningen "boxare", som givit anledning till mycket missförstånd om rörelsens natur. På Tysklands begäran avsattes Li Bingheng från sin post och kejsarhovet ersatte honom i mars 1899 av Yuxian, som först undertryckte men sedan gav boxarna sitt stöd och gav dem halvofficiell status som lokal milis, varvid boxarna fick namnet Yihetuan, "den i rättfärdighet förenade milisen".

## Boxarrörelsen sprider sig

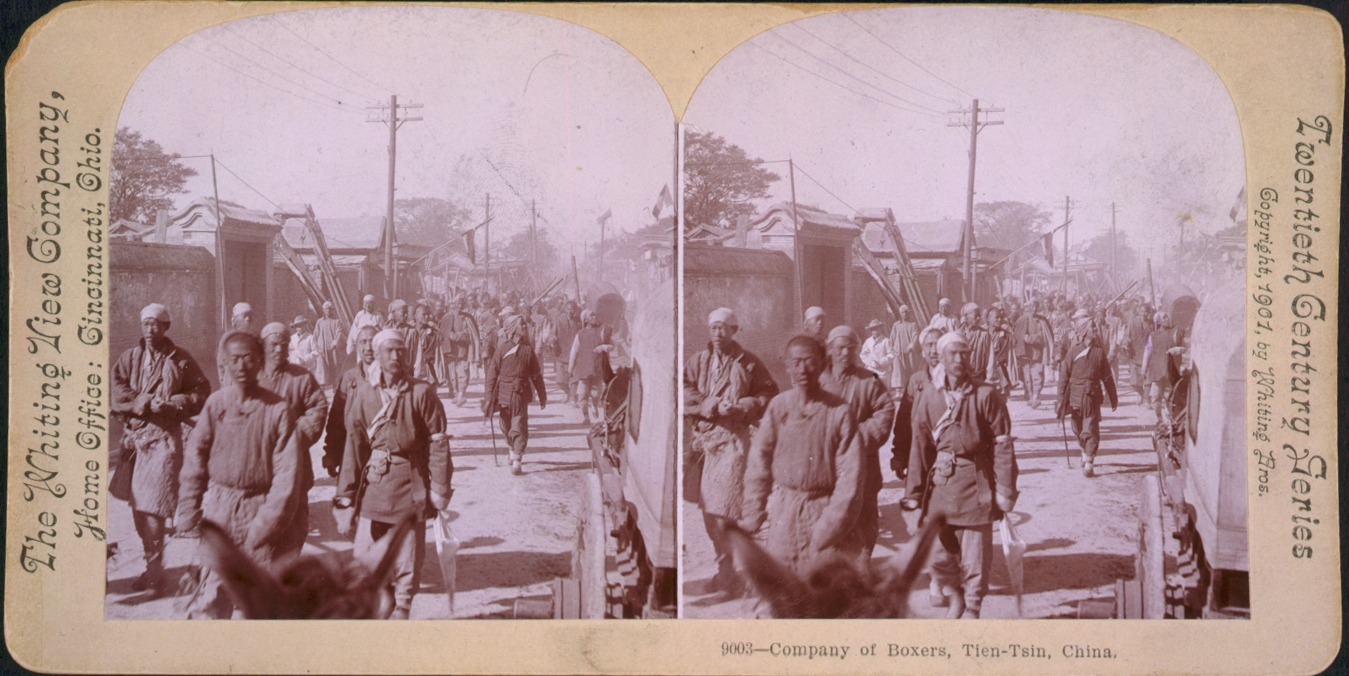
Ett sällsynt oarrangerat fotografi på boxare i Tianjin.

Efter påtryckningar från stormakterna ersattes Yuxian av Yuan Shikai som guvernör i Shandong i december 1899 och Yuan skred snabbt till verket med att undertrycka boxarna i provinsen. Rörelsen hade dock spritt sig till kringliggande provinser och nu började följderna av rörelsen visa sig, i det att angrepp gjordes mot dem som byggde järnvägar och telegrafer, mot missionärer och omvända. I Shanxi, där Yuxian nu var ny guvernör, skedde särskilt våldsamma konfrontationer mellan boxare och missionärer.
De utländska sändebuden märkte faran och gjorde föreställningar däremot, men vid hovet hade rörelsen mäktiga förespråkare i några prinsar, särskilt prins Duan, och man tillät boxarskaror att ge gymnastiska förevisningar inför detsamma. I slutet av maj 1900 måste de utländska ingenjörer, som var sysselsatta med järnvägsbyggandet, fly till Hankou, järnvägsstationerna förstördes, och de kristna, både infödda och missionärer, mördades. I juni mördades ett tiotal svenskar som tillhörde en missionsstation i Shanxi.

## "Boxarkriget" börjar

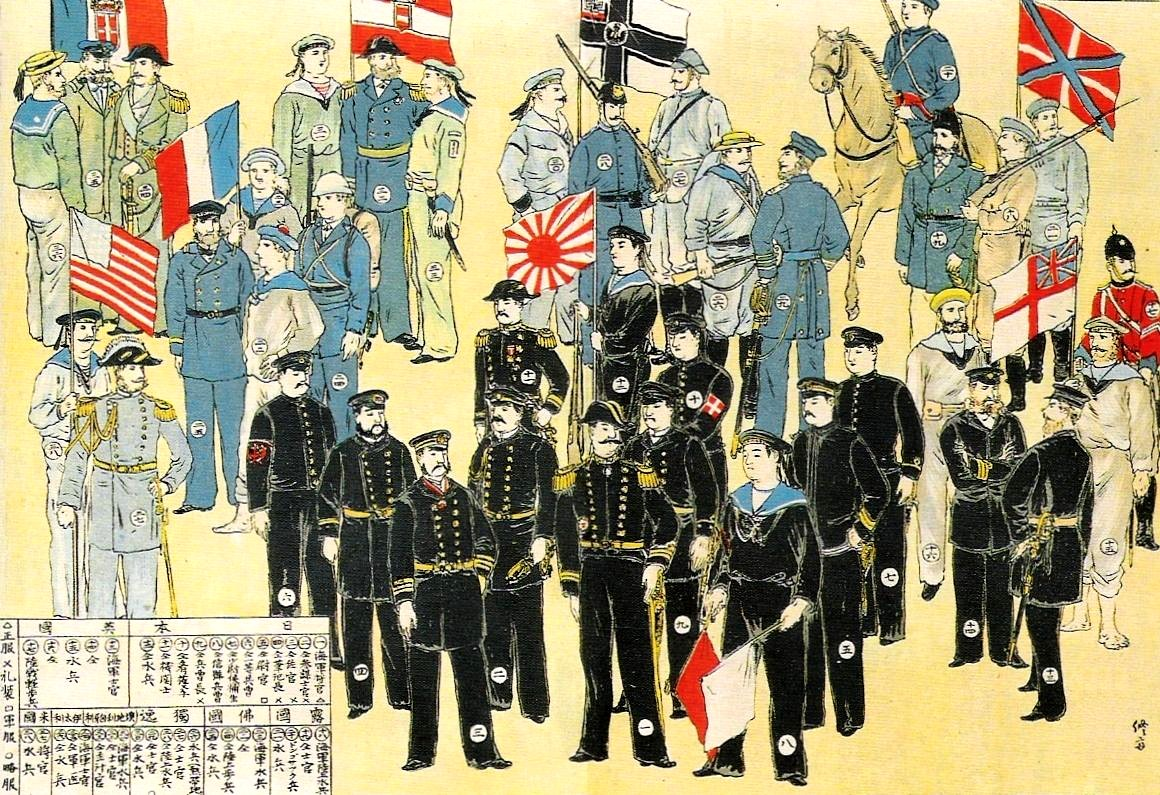
Japanskt träsnitt av de åtta stormakternas trupper.

Den 31 maj 1900 lät sändebuden 340 marinsoldater från de europeiska krigsfartygen vid Dagu-forten komma till Peking till deras skydd. Då det blev känt att kejsarinnan förbjudit trupperna att skjuta på boxarna, begärde sändebuden förstärkningar från Dagu (8 och 9 juni). Hovets återkomst till Peking trots sommarhettan och prins Duans utnämning till president i Zongli yamen (utrikesministeriet) ökade oron. Med 2 000 man av olika nationer for brittiske amiralen Edward Hobart Seymour (10 juni) på järnväg från Dagu till Langfang, där banan var avbruten, men anfölls där så våldsamt av boxarna, att han måste återvända till Tianjin.
Från 12 juni var sändebuden i Peking alldeles avskurna från varje förbindelse utåt. Den 16 juni beslöt cheferna på alla krigsfartygen vid Dagu (utom de amerikanska) att fordra Dagu-fästenas uppgivande. Då den kinesiske kommendanten vägrade efterkomma denna uppmaning, togs de genom strid på morgonen 17 juni. Detta gav kinesiska regeringen anledning att anse sig i krig med alla makterna, varför den uppmanade alla diplomatiska sändebud (kl. 4 e. m. 19 juni) att inom 24 timmar lämna Peking, varjämte trupperna fick order att tåga emot amiral Seymour. Tyske ambassadören Clemens von Ketteler, som följande dag än en gång ville bege sig till Zongli yamen, nedsköts på gatan av en kinesisk soldat.

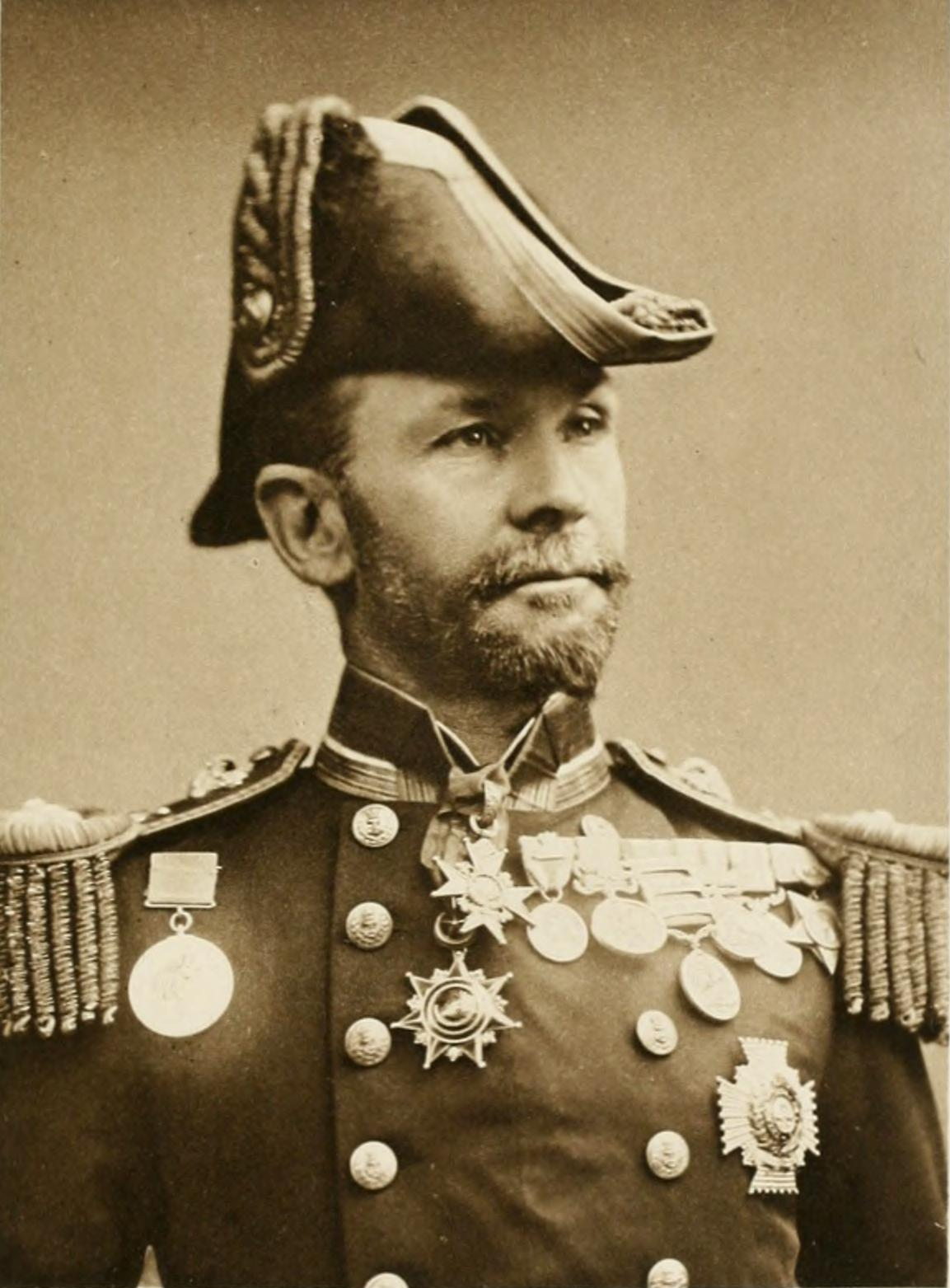
Amiral Seymour.

Klockan fyra samma dag började kineserna beskjuta de barrikaderade engelska, tyska, amerikanska och ryska ambassadbyggnaderna samt några i försvaret indragna angränsande hus, och denna beskjutning fortfor med två avbrott under åtta veckor. Inom detta av européerna försvarade område, det så kallade legationskvarteret, fanns 700 européer och 6,000 kineser. Samtidigt kämpades kring Tianjin, där 1,400 soldater, mest ryssar, skyddade den utländska stadsdelen. Sedan förstärkningar ankommit, befriades Seymour (25 juni), varefter de kinesiska trupperna fördrevs ur den kinesiska stadsdelen (14 juli). Då slutligen en japansk division anlänt, inleddes marschen mot Peking.
Samtidigt som kejsarhovet förklarat fullt krig mot stormakterna i Peking vägrade en rad provinsguvernörer att lyda centralregeringens order och undertryckte istället boxare inom sina provinser. Till denna grupp hörde förutom Yuan Shikai, Li Hongzhang i Guangzhou, Zhang Zhidong i Wuhan och Liu Kunyi i Nanjing. På detta sätt begränsades boxarupprorets spridning till norra Kina och Manchuriet.

## Stormakternas intervention

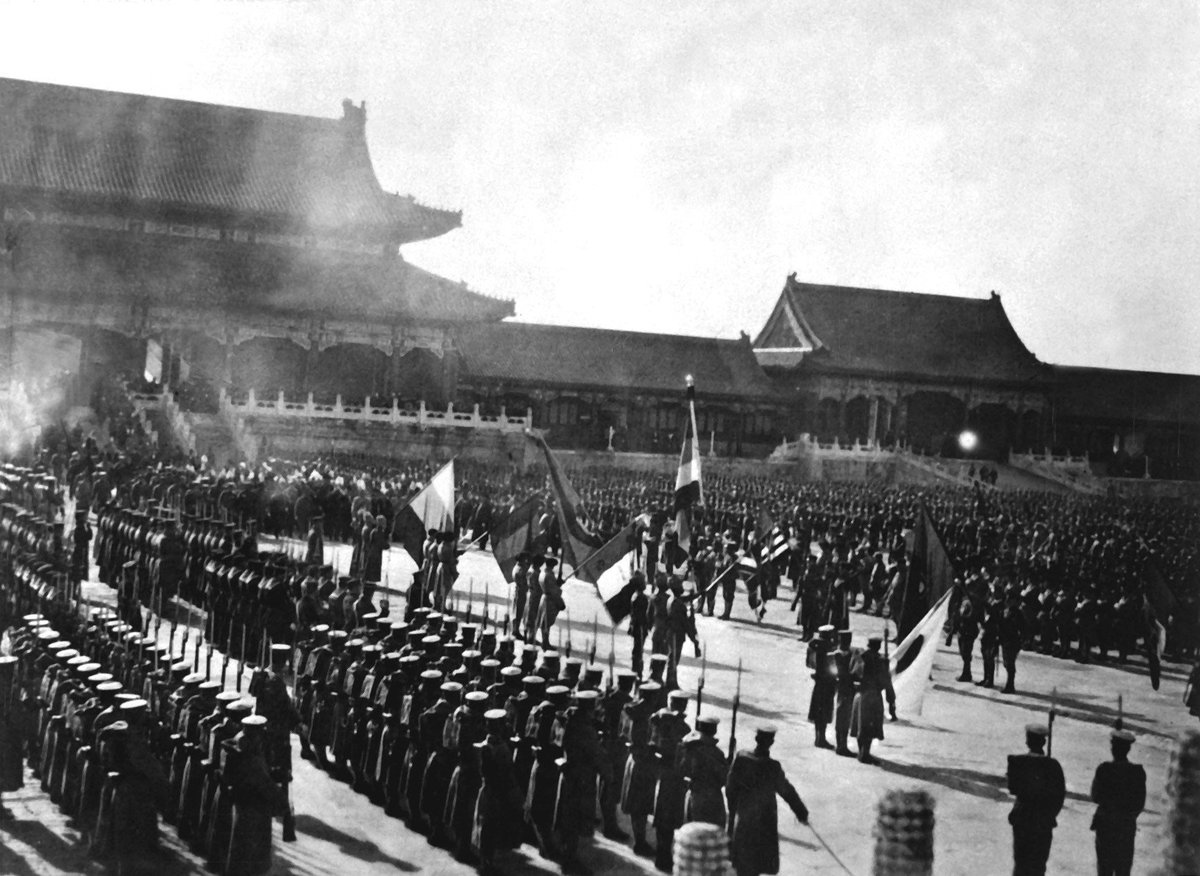
Bild som visar utländska trupper från bland annat Japan, Tyskland och Frankrike paradera i den Förbjudna staden efter att Boxarupproret slagits ned.

Den 14 augusti intogs huvudstaden nästan utan motstånd. Den kejserliga familjen flydde till Xi'an i provinsen Shaanxi, varför fredsunderhandlingar inleddes med prins Qing och Li Hongzhang, medan samtidigt straffexpeditioner begav sig mot upproriska trakter. Hårdast förfor ryssarna mot dem som förstört deras järnväg i Manchuriet, där de nu införde rysk militärförvaltning och ockuperade en stor del av landet. För att i grund nedslå boxarna utnämndes med makternas medgivande tyske fältmarskalken Alfred von Waldersee till de europeiska truppernas överbefälhavare. Efter hans ankomst den 27 september fortsattes straff- och pacifikationsexpeditionerna åt olika håll, varvid flera träffningar ägde rum, så kämpade de tyska trupperna i 18 strider mot reguljära kinesiska trupper och i 15 mot boxarna.
De utländska trupperna gick mycket hårt fram mot både boxare, regeringssoldater och civilbefolkning, och antalet kinesiska dödsoffer kan ha uppgått till mer än 20 000. I jämförelse med detta ska närmare 250 missionärer förlorat livet och 2500 utländska soldater. Omfattande plundringar av både kinesiska regeringsbyggnader och privata bostäder skedde också, vilket hade officiell sanktion från stormakterna.

## Boxarprotokollet

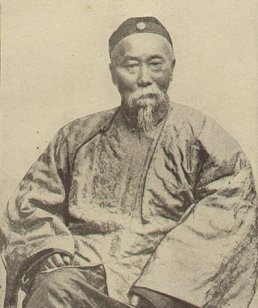
Li Hongzhang.

Underhandlingarna i Peking drog ut på tiden, inte minst på grund av stormakternas oenighet i frågan om hur Kina borde behandlas. Först 22 december var deras gemensamma motdrag färdigt, vilken följande dag överlämnades till de kinesiska ombuden. Men medan man vidare diskuterade dess bestämmelser, inledde ryssarna separatförhandlingar i avsikt att förmå Li Hongzhang medge Manchuriets avträdande till Ryssland. Detta stötte dock på så skarpt motstånd både inom Kina och från de andra makterna, särskilt Japan, att Ryssland i april 1901 lät sin fordran falla. Först 7 september 1901 blev fredsprotokollet – som ofta kallas "Boxarprotokollet" – antaget och ratificerat av Kina.

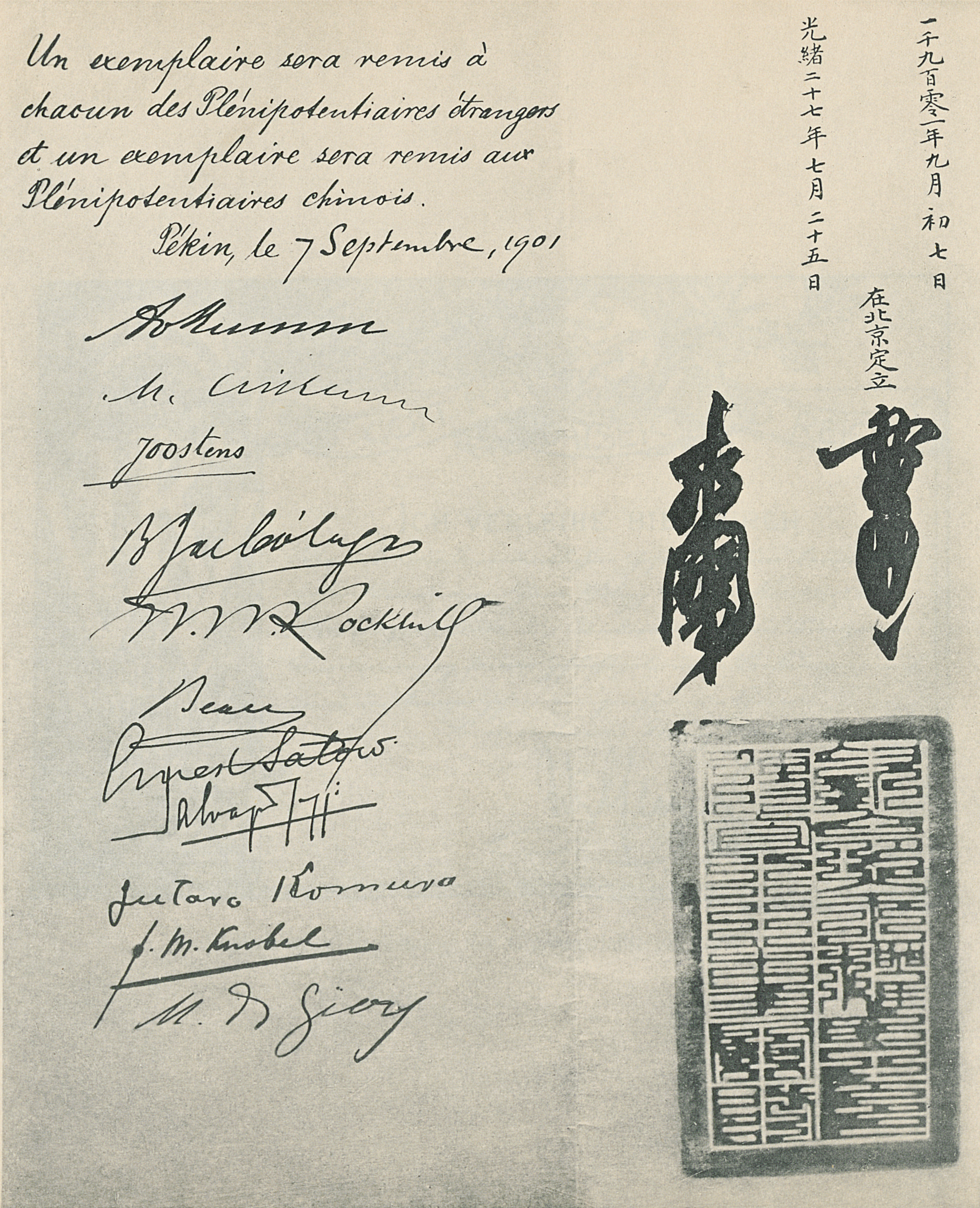
Boxarprotokollet.

I protokollet lovade Kina till en början vissa åtgärder för att försona mordet på Ketteler (såsom att resa en minnesvård över honom, att sända prins Chun till Berlin m, m.), av att bestraffa skyldiga ämbetsmän (prins Duan, boxarnas egentlige ledare, degraderades och förvisades från Peking), att skicka en ursäktande ambassad till Japan, att återställa utlänningarnas förstörda gravvårdar o. s. v.
Därpå följde de politiska bestämmelserna: under fem år skulle inga vapen och ingen ammunition få införas i Kina. Detta land skulle betala i krigsskadestånd till makterna 465 miljoner tael fr.o.m. 1902 till 1940 jämte fyra procents ränta. I Peking skulle ambassadkvarteret avspärras och förses med ständig besättning och inga kineser få bo i detta kvarter. Dagu-forten skulle rivas, och tolv platser mellan Peking och havet besättas med främmande trupper. Däremot medgavs det att importtullarna i fördragshamnarna skulle få höjas.
I september 1901 utrymdes därpå Peking och i oktober 1902 Shanghai, varefter hovet återvände till Peking den 7 januari 1902). I november 1901 avled Li Hongzhang, varefter Yuan Shikai utnämndes till vicekung i Zhili och till handelsminister.

## Övrigt
Händelsen har dramatiserats i filmen 55 dagar i Peking.